# Coupe du monde de cricket de 1996
Navigation
Coupe du monde 1992 Coupe du monde 1999
La Coupe du monde de cricket de 1996 fut la sixième édition de la coupe du monde de cricket. Elle s'est jouée du 14 février au 17 mars 1996 en Inde, au Pakistan et au Sri Lanka. Les 12 équipes engagées disputèrent un total de 37 matchs. Le tournoi a été remporté pour la première fois par le Sri Lanka, qui a battu l'Australie en finale, devenant ainsi le premier pays organisateur, et le seul à ce jour, à gagner une coupe du monde de cricket à domicile.

## Équipes qualifiées
| Nations test (qualifiées d'office) - Afrique du Sud - Angleterre - Australie - Inde - Indes occidentales - Nouvelle-Zélande - Pakistan - Sri Lanka - Zimbabwe | Autres équipes - Émirats arabes unis - Kenya - Pays-Bas |

## Déroulement

### Premier tour
Pour le premier tour, les douze équipes participantes furent séparées en deux groupes de six équipes. Les quatre premières équipes de chaque poule furent qualifiées pour les quarts de finale.
| Équipe                                                                    | Pts | J | V | T | D | NR | NRR   |
| ------------------------------------------------------------------------- | --- | - | - | - | - | -- | ----- |
| Sri Lanka                                                                 | 8   | 5 | 5 | 0 | 0 | 0  | 1.60  |
| Australie                                                                 | 6   | 5 | 3 | 0 | 2 | 0  | 0.90  |
| Inde                                                                      | 6   | 5 | 3 | 0 | 2 | 0  | 0.45  |
| Indes occidentales                                                        | 6   | 5 | 2 | 0 | 3 | 0  | −0.13 |
| Zimbabwe                                                                  | 4   | 5 | 1 | 0 | 4 | 0  | −0.93 |
| Kenya                                                                     | 0   | 5 | 1 | 0 | 4 | 0  | −1.00 |
| Légende : Points - Victoires - Ties - Défaites - No Result - Net Run Rate |     |   |   |   |   |    |       |

| Équipe                                                                    | Pts | J | V | T | D | NR | NRR   |
| ------------------------------------------------------------------------- | --- | - | - | - | - | -- | ----- |
| Afrique du Sud                                                            | 18  | 5 | 5 | 0 | 0 | 0  | 2.04  |
| Pakistan                                                                  | 16  | 5 | 4 | 0 | 1 | 0  | 0.96  |
| Nouvelle-Zélande                                                          | 16  | 5 | 3 | 0 | 2 | 0  | 0.55  |
| Angleterre                                                                | 14  | 5 | 2 | 0 | 3 | 0  | 0.08  |
| Émirats arabes unis                                                       | 14  | 5 | 1 | 0 | 4 | 0  | −1.83 |
| Pays-Bas                                                                  | 4   | 5 | 0 | 0 | 5 | 0  | −1.92 |
| Légende : Points - Victoires - Ties - Défaites - No Result - Net Run Rate |     |   |   |   |   |    |       |

### Tableau final
|  | Quarts de finale              | Quarts de finale              |           |       | Demi-finales             | Demi-finales             |  |  | Finale                     | Finale                     |
|  | Quarts de finale              | Quarts de finale              |           |       | Demi-finales             | Demi-finales             |  |  | Finale                     | Finale                     |
|  |                               |                               |           |       |                          |                          |  |  |                            |                            |
|  | 9 mars - Faisalabad, Pakistan | 9 mars - Faisalabad, Pakistan |           |       | 13 mars - Calcutta, Inde | 13 mars - Calcutta, Inde |  |  | 17 mars - Lahore, Pakistan | 17 mars - Lahore, Pakistan |
|  | 9 mars - Faisalabad, Pakistan | 9 mars - Faisalabad, Pakistan |           |       | 13 mars - Calcutta, Inde | 13 mars - Calcutta, Inde |  |  | 17 mars - Lahore, Pakistan | 17 mars - Lahore, Pakistan |
|  | Angleterre                    | 235/8                         |           |       | 13 mars - Calcutta, Inde | 13 mars - Calcutta, Inde |  |  | 17 mars - Lahore, Pakistan | 17 mars - Lahore, Pakistan |
|  | Angleterre                    | 235/8                         |           |       | 13 mars - Calcutta, Inde | 13 mars - Calcutta, Inde |  |  | 17 mars - Lahore, Pakistan | 17 mars - Lahore, Pakistan |
|  | Sri Lanka                     | 236/5                         |           |       | 13 mars - Calcutta, Inde | 13 mars - Calcutta, Inde |  |  | 17 mars - Lahore, Pakistan | 17 mars - Lahore, Pakistan |
|  | Sri Lanka                     | 236/5                         | Sri Lanka | 251/8 |                          |                          |  |  | 17 mars - Lahore, Pakistan | 17 mars - Lahore, Pakistan |
|  | 9 mars - Bangalore, Inde      |                               | Sri Lanka | 251/8 |                          |                          |  |  | 17 mars - Lahore, Pakistan | 17 mars - Lahore, Pakistan |
|  |                               | Inde                          | 120/8     |       |                          |                          |  |  | 17 mars - Lahore, Pakistan | 17 mars - Lahore, Pakistan |
|  | Inde                          | Inde                          | 120/8     | 287/8 |                          |                          |  |  | 17 mars - Lahore, Pakistan | 17 mars - Lahore, Pakistan |
|  | Inde                          |                               |           | 287/8 |                          |                          |  |  | 17 mars - Lahore, Pakistan | 17 mars - Lahore, Pakistan |
|  | Pakistan                      | 248/9                         |           |       |                          |                          |  |  | 17 mars - Lahore, Pakistan | 17 mars - Lahore, Pakistan |
|  | Pakistan                      | 248/9                         | Australie | 241/7 |                          |                          |  |  |                            |                            |
|  | 11 mars - Karachi, Pakistan   |                               | Australie | 241/7 |                          |                          |  |  |                            |                            |
|  |                               | Sri Lanka                     | 245/3     |       |                          |                          |  |  |                            |                            |
|  | Indes occidentales            | Sri Lanka                     | 245/3     | 264/8 |                          |                          |  |  |                            |                            |
|  | Indes occidentales            | 14 mars - Mohali, Inde        |           | 264/8 |                          |                          |  |  |                            |                            |
|  | Afrique du Sud                | 245                           |           |       |                          |                          |  |  |                            |                            |
|  | Afrique du Sud                | 245                           | Australie | 207/8 |                          |                          |  |  |                            |                            |
|  | 11 mars - Chennai, Inde       |                               | Australie | 207/8 |                          |                          |  |  |                            |                            |
|  |                               | Indes occidentales            | 202       |       |                          |                          |  |  |                            |                            |
|  | Nouvelle-Zélande              | Indes occidentales            | 202       | 286/9 |                          |                          |  |  |                            |                            |
|  | Nouvelle-Zélande              |                               |           | 286/9 |                          |                          |  |  |                            |                            |
|  | Australie                     | 289/4                         |           |       |                          |                          |  |  |                            |                            |
|  | Australie                     | 289/4                         |           |       |                          |                          |  |  |                            |                            |